# この道をゆけば
『この道をゆけば ⁄ オフ・コース・ラウンド 2』（このみちをゆけば オフ・コース・ラウンド 2）は、1974年5月5日に発売されたオフコース（当時の表記はオフ・コース）通算2作目のオリジナル・アルバム。

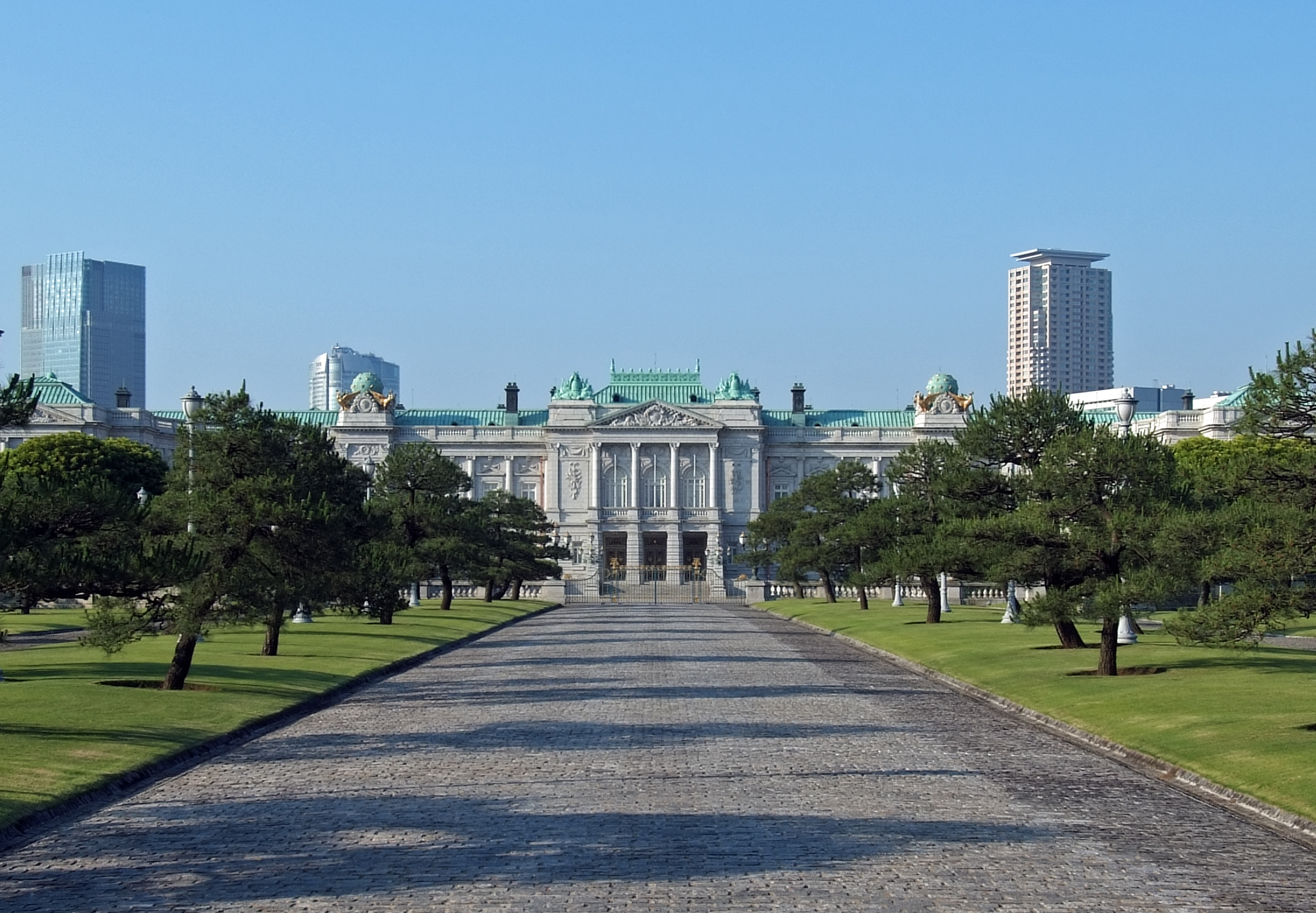
『この道をゆけば』のジャケット撮影が行われた迎賓館赤坂離宮（東京都港区赤坂）

## 解説
1973年9月9日、日仏会館で行われたコンサート“グリーン・ラヴ”を終えたオフ・コースは11月、早くもセカンド・アルバムの制作に入った。レコーディング開始時、できていたのは3曲だけで、曲作りと平行して断続的にレコーディングを行うことになった。レコーディング期間は7か月間となっているが何度も中断し、スタジオ使用は150時間に満たず、その結果2人でアレンジを詰める作業が出来ず作曲者自身が手がけるという完全な分担作業で行われた。バックトラックを2時間に1曲録るペースで進められ、後になってからの録り直しや差し替えもほとんど行われず、時間に追われて終了した。
レコーディングにはセッション・ミュージシャンを起用、エレキギターを取り入れるなど、新しい試みも積極的に行われた。前作『僕の贈りもの』では青木望に任せたストリングス・アレンジも、今回はすべて自分達で行った。弦の音を、ピアノやギターの音を頼りに頭に描いてアレンジを組み立て、書き上げた譜面の最終チェックを青木に依頼した。「夜中に青木さんの家へ行くと、忙しいのによく見てくれて、全部チェックしてくれた。初めてスタジオで弦の音を聴いた時、ちゃんと合っていて、“ああ、これでいいんだ”と思った」という。
アルバムの発売は当初、1974年2月が予定されていたがその後、ステージのMCで「2月頃にと思っていたのですが、3月になりそうです」「なかなか思うように出来なくて、4月になるかもしれません」「シングルが4月発売に決まりまして、LPの方は5月か、あるいは1年振りに6月ということに…」「新しいアルバムが、5月5日のこどもの日に出ることに決まりました」と幾度も発売日の変更が伝えられたが、3月10日にレコーディングが終了した。
B-4「のがすなチャンスを」は後に鈴木がアルバム『BeSide』にてセルフ・カバーした。解説で鈴木は「いつも詞と曲は別々にできるのだが、一応長い音楽活動の中でたった一曲、この曲だけ詞、曲同時に出来た。派手なイメージでオフコースのステージは演奏しすぎたので、一人になってからはジョーク以外にやったことはない」と書いている。
A-5「別れの情景(1)」とB-4「のがすなチャンスを」は後にベスト・アルバム『SELECTION 1973-78』に収録されたが、「のがすなチャンスを」は1978年2月25日仙台市民公会堂で収録されたライブ・ヴァージョンとなっている。
小田よりも一足早くプロのミュージシャンとして活動していく決断をした鈴木は、音楽教室の講座に参加してアレンジを勉強するなど、本格的なプロとしてのキャリアをスタートさせていた。また、小田は幼少の頃にバイオリンを習っていたことから譜面が読めることもあり、この時期には“中性的な声、初見がきく、短時間でOKが出せる”ことが好条件となって、CMソングの制作や他アーティストのレコーディングにコーラスで参加するなど、グループ以外の活動も増え、学園祭の依頼もくるようになった。
アルバムのジャケット写真は東京・赤坂迎賓館赤坂離宮の正門前で撮影したものが使われている。ジャケット上部の“GOIN' MY WAY”はレコード会社が勝手につけたという。

## 収録曲
| #         | タイトル                            | 作詞      | 作曲             | 時間  |
| --------- | ----------------------------------- | --------- | ---------------- | ----- |
| 1.        | 「プロローグ」                      | -         | 鈴木康博         | 1:35  |
| 2.        | 「すきま風」                        | 鈴木康博  | 鈴木康博         | 2:29  |
| 3.        | 「はたちの頃」                      | 鈴木康博  | 鈴木康博・重実博 | 2:36  |
| 4.        | 「日曜日のたいくつ」                | 鈴木康博  | 鈴木康博         | 3:01  |
| 5.        | 「別れの情景(1)」                   | 小田和正  | 小田和正         | 3:23  |
| 6.        | 「別れの情景(2)〜もう歌は作れない」 | 小田和正  | 小田和正         | 3:30  |
| 合計時間: | 合計時間:                           | 合計時間: | 合計時間:        | 16:34 |

| #         | タイトル               | 作詞      | 作曲      | 時間  |
| --------- | ---------------------- | --------- | --------- | ----- |
| 1.        | 「新しい門出」         | 鈴木康博  | 鈴木康博  | 4:09  |
| 2.        | 「あの角をまがれば」   | 小田和正  | 小田和正  | 2:20  |
| 3.        | 「若すぎて」           | 鈴木康博  | 鈴木康博  | 2:14  |
| 4.        | 「のがすなチャンスを」 | 鈴木康博  | 鈴木康博  | 2:34  |
| 5.        | 「首輪のない犬」       | 小田和正  | 小田和正  | 3:45  |
| 6.        | 「わが友よ」           | 小田和正  | 小田和正  | 1:05  |
| 合計時間: | 合計時間:              | 合計時間: | 合計時間: | 16:07 |

## レコーディング・メンバー
- 小田和正：キーボード、ボーカル
- 鈴木康博：ギター、コンガ (B-1,3)、ボーカル
- 村上秀一：ドラムス (A-3,4,5,6 B-1,2,4,5)
- 高橋幸宏：ドラムス (A-2)
- 小津昌彦：ドラムス (B-3)
- 高水健司：ベース (A-3,4,5,6 B-1,2,4)
- 重実博：ベース (A-2)
- 小原礼：ベース (B-5)
- 鈴木淳：ベース (B-3)
- 大村憲治：ギター (A-3,4,5,6 B-1,2,4,5)、コンガ (B-4)
- 篠原信彦：キーボード (A-3 B-1,2,4)

## クレジット
| STUDIO    | 東芝EMIスタジオ / モーリスタジオ |
| ENGINEER  | 村田研治, 小菅憲一               |
| PRODUCER  | 橋場正敏                         |
| MASTERING | 村田研治                         |
| DATE      | July, 1973～March, 1974          |

- Drums：村上秀一（ポンタ） / 高橋幸宏 / 小津昌彦
- Bass：高水健司 / 重実博 / 小原礼 / 鈴木淳
- Guitar：鈴木康博 / 大村憲治（ケン坊）
- Key Boards：小田和正 / 篠原信彦（シノヤン）

## TOCT-25632, TOCT-95032

### 解説
2005年、レコード・デビュー35周年にあわせ“オリジナル・アルバム15タイトル紙ジャケット・シリーズ”としてエキスプレス・レーベル在籍中のオリジナル作品がリイシュー。24ビット・デジタル・リマスタリング、オリジナルLP装丁を復刻した紙ジャケット仕様にてリリースされた。2009年にはSHM-CDフォーマット、通常のプラ・ケース仕様で再発された。

### 収録曲
1. プロローグ
2. すきま風
3. はたちの頃
4. 日曜日のたいくつ
5. 別れの情景(1)
6. 別れの情景(2)〜もう歌は作れない
7. 新しい門出
8. あの角をまがれば
9. 若すぎて
10. のがすなチャンスを
11. 首輪のない犬
12. わが友よ

### クレジット
- リマスタリング・エンジニア：行方洋一
- ジャケット資料協力：喜多雅美 (サウンドステーション)
- ライナーノーツ：田家秀樹

## リリース履歴
| #  | 発売日         | リリース                                 | 規格   | 品番       | 備考 |
| -- | -------------- | ---------------------------------------- | ------ | ---------- | --- |
| 1  | 1974年5月5日   | エキスプレス ⁄ 東芝EMI                   | LP     | ETP-8293   | 定価/2000円                                                                                                 |
| 2  | 197?年         | エキスプレス ⁄ 東芝EMI                   | LP     | ETP-72141  | 価格改定/2300円による再発規格。帯のデザインが一新されている                                                 |
| 3  | 1979年         | エキスプレス ⁄ 東芝EMI                   | CT     | ZT25-320   | |
| 4  | 1983年11月21日 | エキスプレス ⁄ 東芝EMI                   | CD     | CA35-1033  | 初CD化（以降全てアーティスト非監修による再発）。                                                            |
| 5  | 1985年9月28日  | エキスプレス ⁄ 東芝EMI                   | CD     | CA32-1157  | 品番および価格改定。                                                                                        |
| 6  | 1987年7月5日   | エキスプレス ⁄ 東芝EMI                   | CD     | CA25-1481  | オリジナル・アルバム+ボーナス・ディスクの12枚組CD-BOX『OFF COURSE BOX』(CA25-1480~1490)の中の1枚。          |
| 6  | 1987年7月5日   | エキスプレス ⁄ 東芝EMI                   | CT     | ZH22-1851  | オリジナル・アルバム+ボーナス・カセットの12本組カセットBOX『OFF COURSE BOX』(ZH22-1850-60)の中の1本。       |
| 7  | 1991年6月7日   | エキスプレス ⁄ 東芝EMI                   | CD     | TOCT-6202  | |
| 8  | 1992年6月24日  | エキスプレス ⁄ 東芝EMI                   | CD     | TOCT-6561  | 音蔵シリーズでの再発。                                                                                      |
| 9  | 1998年2月25日  | エキスプレス ⁄ 東芝EMI                   | CD     | TOCT-10085 | Q盤シリーズでの再発。                                                                                       |
| 10 | 1998年11月18日 | エキスプレス ⁄ 東芝EMI                   | CD     | TOCT-10543 | オリジナル・アルバム+ライブ・アルバム全13タイトルの14枚組CD-BOX『OFF COURSE BOX』(TOCT-10542~55)の中の1枚。 |
| 11 | 2001年6月27日  | エキスプレス ⁄ 東芝EMI                   | CD     | TOCT-10772 | スーパーリマスタリングシリーズでの再発。                                                                    |
| 12 | 2005年3月24日  | エキスプレス ⁄ 東芝EMI                   | CD     | TOCT-25632 | 紙ジャケット仕様。24ビット・デジタル・リマスタリング音源による再発。                                        |
| 13 | 2009年1月21日  | エキスプレス ⁄ EMIミュージック・ジャパン | SHM-CD | TOCT-95032 | |